# Et l'amour vint...
Pour plus de détails, voir Fiche technique et Distribution.
Et l'amour vint... (He Stayed for Breakfast) est un film américain en noir et blanc réalisé par Alexander Hall, sorti en 1940.

## Synopsis
Un communiste travaillant à Paris tente d'assassiner un banquier, puis se cache dans l'appartement de l'ex-épouse du banquier...

## Fiche technique
- Titre français : Et l'amour vint...
- Titre original : He Stayed for Breakfast
- Réalisation : Alexander Hall
- Scénario : P. J. Wolfson, Ernest Vajda, Michael Fessier, Sidney Howard 	d'après la pièce Ode to Liberty de Michel Duran (1934)
- Producteur : B. P. Schulberg
- Société de distribution : Columbia Pictures
- Musique : Werner R. Heymann
- Photographie : Joseph Walker
- Montage : Viola Lawrence
- Costume : Irene Lentz, Robert Kalloch
- Pays d'origine : États-Unis
- Langue d'origine : anglais
- Genre : comédie romantique
- Format : noir et blanc - Aspect Ratio: 1.37:1 - Son : Mono (Western Electric Mirrophonic Recording)
- Durée : 86 min
- Dates de sortie : 
  - États-Unis : 31 août 1940 (New York City)
  - France : 26 mars 1947

## Distribution
- Loretta Young : Marianne Duval
- Melvyn Douglas : Paul Boliet
- Alan Marshal : Andre Dorlay
- Eugene Pallette : Maurice Duval
- Una O'Connor : Doreta
- Curt Bois : camarade Tronavich
- Leonid Kinskey : camarade Nicky
- Trevor Bardette : lieutenant de police
- Grady Sutton : vendeur
- Frank Sully : boucher
- Evelyn Young : secrétaire
- Ethelreda Leopold : secrétaire
- Charles Wagenheim : serveur timide

## Source
- Et l'amour vint... sur EncycloCiné